# کراون جول (۲۰۲۵)
رویداد کراون جول ۲۰۲۵ که با نام کراون جول: پرث (به انگلیسی: WWE Crown Jewel: Perth) نیز شناخته می‌شود، یک رویداد کشتی حرفه‌ای پیش‌رو است که توسط پروموشن آمریکایی دبلیودبلیوئی تهیه و تولید می‌شود. این رویداد، هفتمین رویداد سالانه کراون جول است که این دوره در شنبه ۱۱ اکتبر ۲۰۲۵ در پرث، ایالت استرالیای غربی، استرالیا برگزار می‌شود و شامل کشتی‌گیران برند راو و اسمک‌داون خواهد بود.
 این نخستین دوره کراون جول است که خارج از عربستان سعودی برگزار می‌شود؛ هر ۶ دوره پیشین این رویداد در پایتخت این کشور، ریاض برگزار شده بود. هم‌چنین با توجه به تور بازنشستگی جان سینا در پایان سال ۲۰۲۵، این رویداد آخرین حضور او در استرالیا به عنوان کشتی‌گیر حر‌فه‌ای خواهد بود.

## پس زمینه
کراون جول یک رویداد کشتی حرفه‌ای است که از سال ۲۰۱۸ توسط پروموشن آمریکایی دبلیودبلیوئی تولید می‌شود و معمولا در اواخر اکتبر یا اوایل نوامبر برگزار می‌شود. از زمان اولین رویداد تا سال ۲۰۲۴، این اصلی‌ترین رویداد سالانه بود که در ریاض، عربستان سعودی به عنوان بخشی از توافقنامه همکاری ۱۰ ساله با این کشور در حمایت از چشم‌انداز ۲۰۳۰ عربستان سعودی، برنامه اصلاحات اجتماعی و اقتصادی این کشور، برگزار می‌شد. از رویداد ۲۰۲۴، کراون جول حول مسابقات عناوین قهرمانی کراون جول مردان و زنان متمرکز شد که بین قهرمانان مرد و زن جهان از برندهای راو و اسمک‌داون برای تعیین «بهترین بهترین‌ها» برگزار می‌شد.
پس از موفقیت رویداد الیمینیشن چمبر ۲۰۲۴ که در پرث، استرالیای غربی برگزار شد، دبلیودبلیوئی در فوریه ۲۰۲۵ اعلام کرد که در این سال برای یک آخر هفته به استرالیا بازخواهند گشت که شامل یک پی‌پرویو و شوی راو و اسمک‌داون خواهد بود. در نتیجه آنکه میزبانی رویال رامبل ۲۰۲۶ به عربستان سعودی واگذار شده است، در ۲ مه ۲۰۲۵ رسما اعلام شد که هفتمین رویداد کراون جول در روز شنبه ۱۱ اکتبر ۲۰۲۵ در پرث آرنا برگزار خواهد شد. هم‌چنین تایید شد که شوی اسمک‌داون به تاریخ ۱۰ اکتبر و شوی راو به تاریخ ۱۳ اکتبر نیز در همان مکان برگزار خواهند شد.
این رویداد از طریق پیکاک در ایالات متحده و از طریق نتفلیکس در بیش‌تر بازارهای بین‌المللی و هر کشور باقی‌مانده‌ای که به دلیل قراردادهای از پیش موجود هنوز به نتفلیکس منتقل نشده‌اند، در دسترس خواهد بود. این رویداد، آخرین رویداد کراون جول خواهد بود که از طریق پیکاک در ایالات متحده پخش می‌شود؛ زیرا سرویس پخش مستقیم ای‌اس‌پی‌ان از آوریل ۲۰۲۶، حق پخش را در آمریکا برعهده خواهد گرفت.

### داستان‌ها
همانند سایر رویدادهای کشتی حرفه‌ای، داستان‌ها از پیش تعیین شده بوده و خطوط داستانی در شوهای هفتگی راو و اسمک‌داون جریان داشته و در پایان منتهی به یک مسابقه در پی‌پرویو می‌شوند.

## مسابقات ثبت شده
| #                                                     | نتایج | نوع مسابقه                                              |
| ----------------------------------------------------- | --- | ------------------------------------------------------- |
| ۱                                                     | قهرمان عنوان قهرمانی سنگین‌وزن جهان (راو) در مقابل قهرمان عنوان قهرمانی بی چون و چرای دبلیودبلیوئی (اسمک‌داون) | مسابقه تک به تک عادی برای عنوان قهرمانی کراون جول مردان |
| ۲                                                     | قهرمان عنوان قهرمانی جهانی زنان (راو) در مقابل قهرمان عنوان قهرمانی زنان دبلیودبلیوئی (اسمک‌داون)             | مسابقه تک به تک عادی برای عنوان قهرمانی کراون جول زنان  |
| - (c) – نشان‌دهنده قهرمان(هایی) است که به میدان می‌روند | |                                                         |